# Utrechtsestraat (Amsterdam)
De Utrechtsestraat is een winkelstraat in Amsterdam. De straat is genoemd naar de stad Utrecht en dateert uit de grote stadsuitbreiding van 1658. De Utrechtsestraat ontving deze naam, omdat ze van de Reguliersbreestraat naar de Utrechtsepoort liep. De straat ligt tussen het Rembrandtplein en het  Frederiksplein en kruist drie grachten: de Herengracht, Keizersgracht en Prinsengracht. Een vierde gracht die de Utrechtsestraat kruiste was de Achtergracht, maar die werd midden 19e eeuw gedempt.

## Tramvervoer
Sinds 1877 reden er paardentrams door de Utrechtsestraat. Vanwege de geringe breedte ligt er enkelspoor, met wisselplaatsen op de bruggen over de grachten. In 1904 verscheen de elektrische tram. Sindsdien reden de tramlijnen 5 en 11 door de Utrechtsestraat. In 1948 is lijn 4 daarbij gekomen maar keerde lijn 11 niet terug. In 1952 werd lijn 5 verlegd naar de Weesperstraat. Van 1961-1965 keerde lijn 5 als spitsuurlijn echter weer terug.
In 2009 is begonnen met groot onderhoud waardoor de tram niet meer via de Utrechtsestraat kon rijden. Met een vertraging van ongeveer 2 jaar rijdt de tram er sinds 30 juli 2012 weer doorheen.

## Monumenten
- Lijst van rijksmonumenten in de Utrechtsestraat (Amsterdam)

## Zebrapad
De Utrechtsestraat kent ter hoogte van het Frederiksplein een binnen poëzieliefhebbers bekend zebrapad. Het komt voor in de liefdesverklaring van Gerrit Komrij aan latere liefdespartner Charles Hofman. Het gedicht Utrechtsestraat, Zebrapad, beginnend met "Ik stond voor Oosterling", is opgenomen in de bundel Alle gedichten tot gisteren.

## Utrechtsedwarsstraat
De Utrechtsedwarsstraat loopt haaks op de Utrechtsestraat van de Reguliersgracht naar de Amstel tussen Prinsengracht en Frederiksplein.

## Afbeeldingen

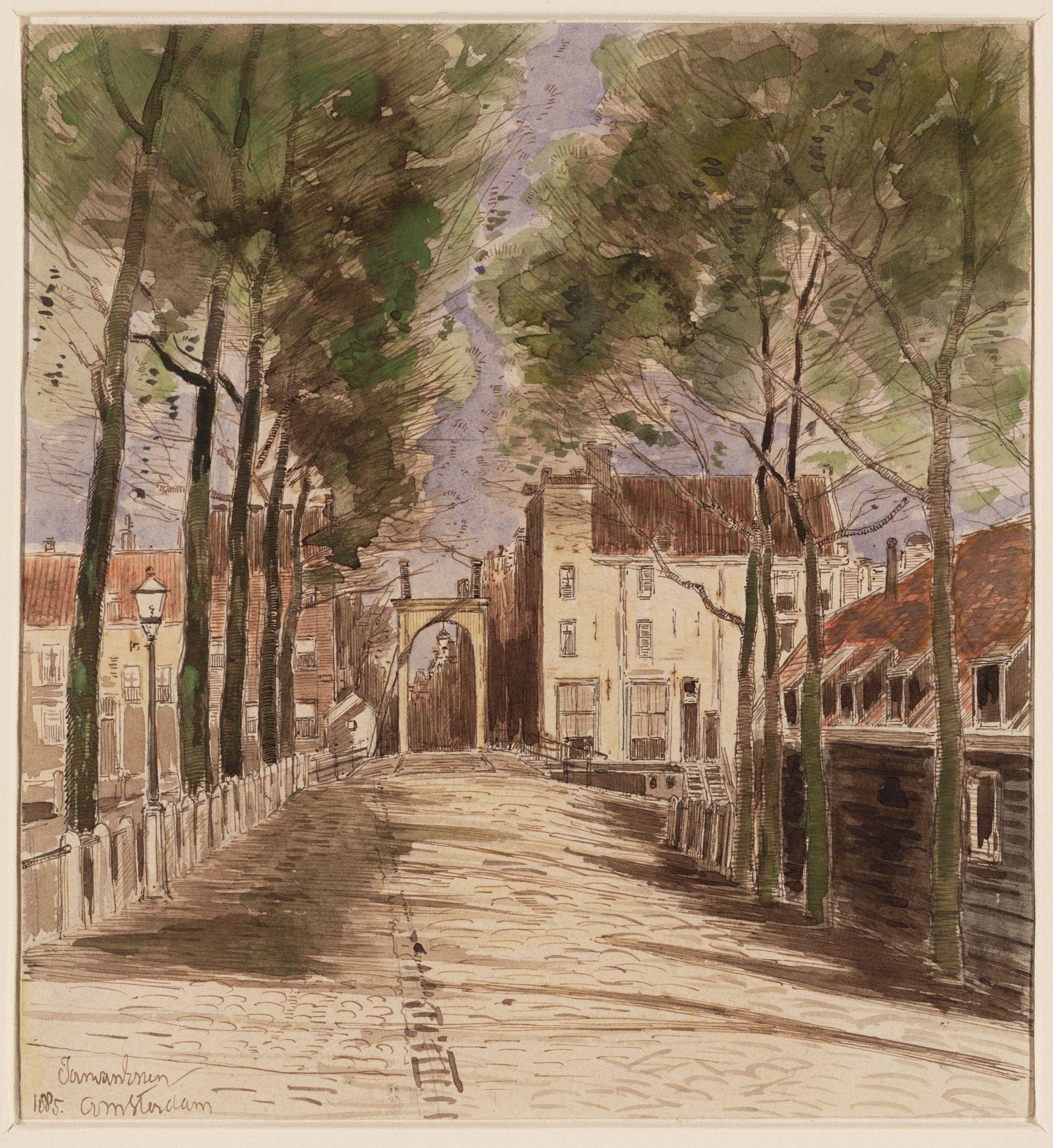
De verdwenen brug over de Achtergracht
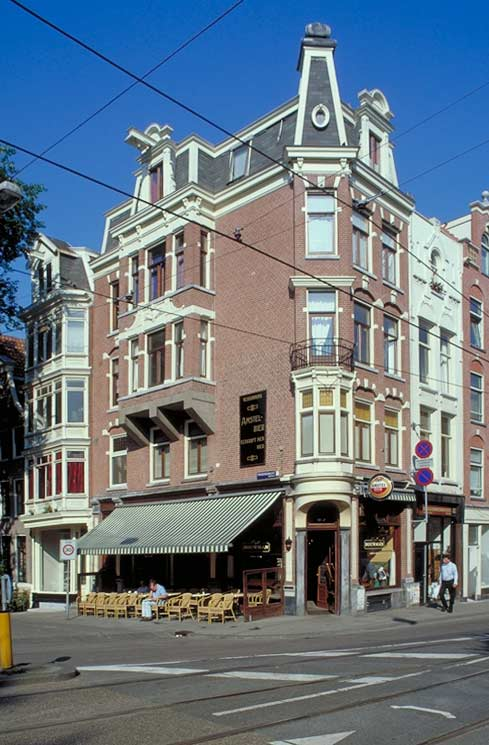
Utrechtsestraat 102, rond 1900 ontworpen door J. Lenderink
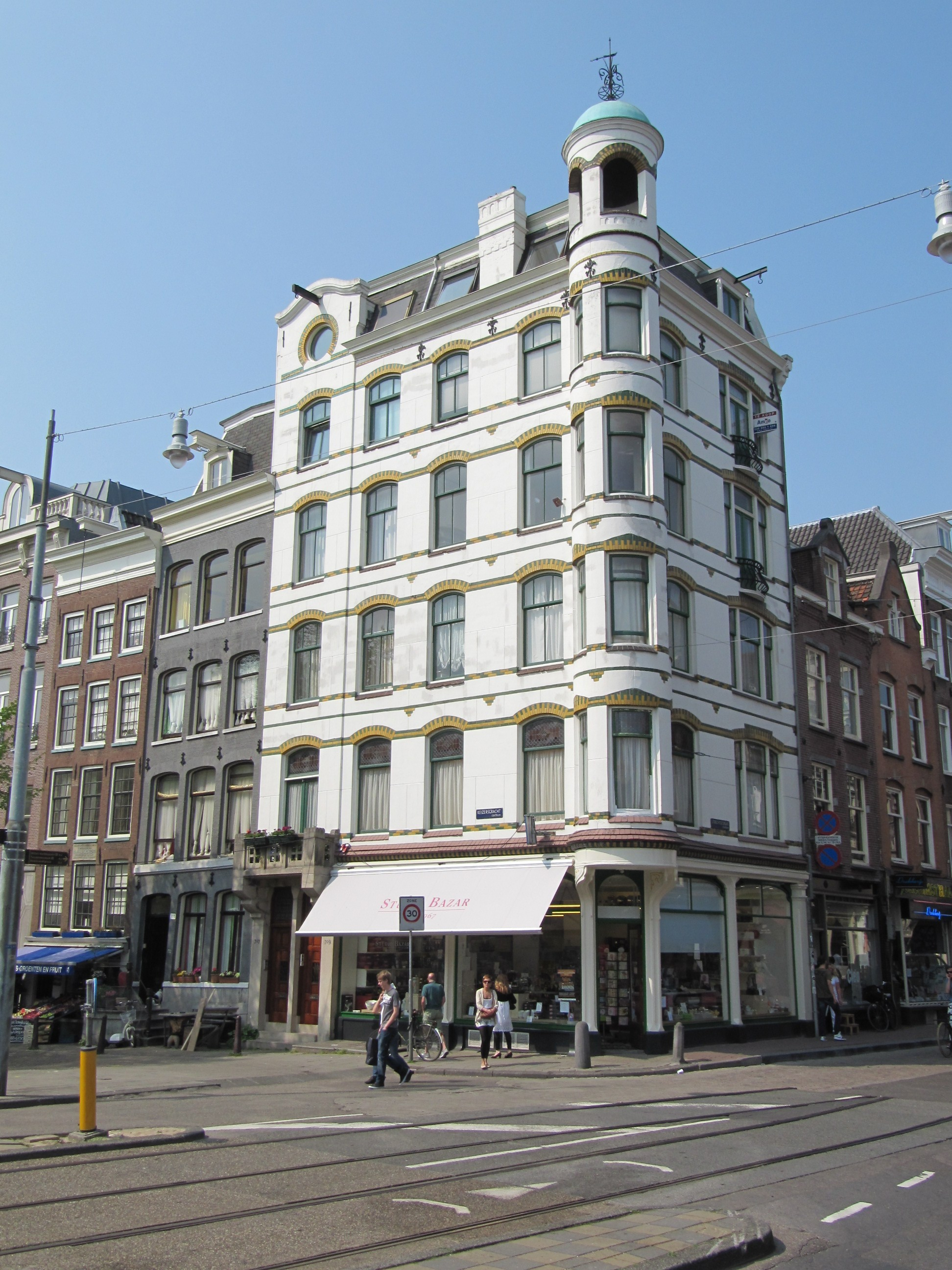
Hoekpand met Keizersgracht
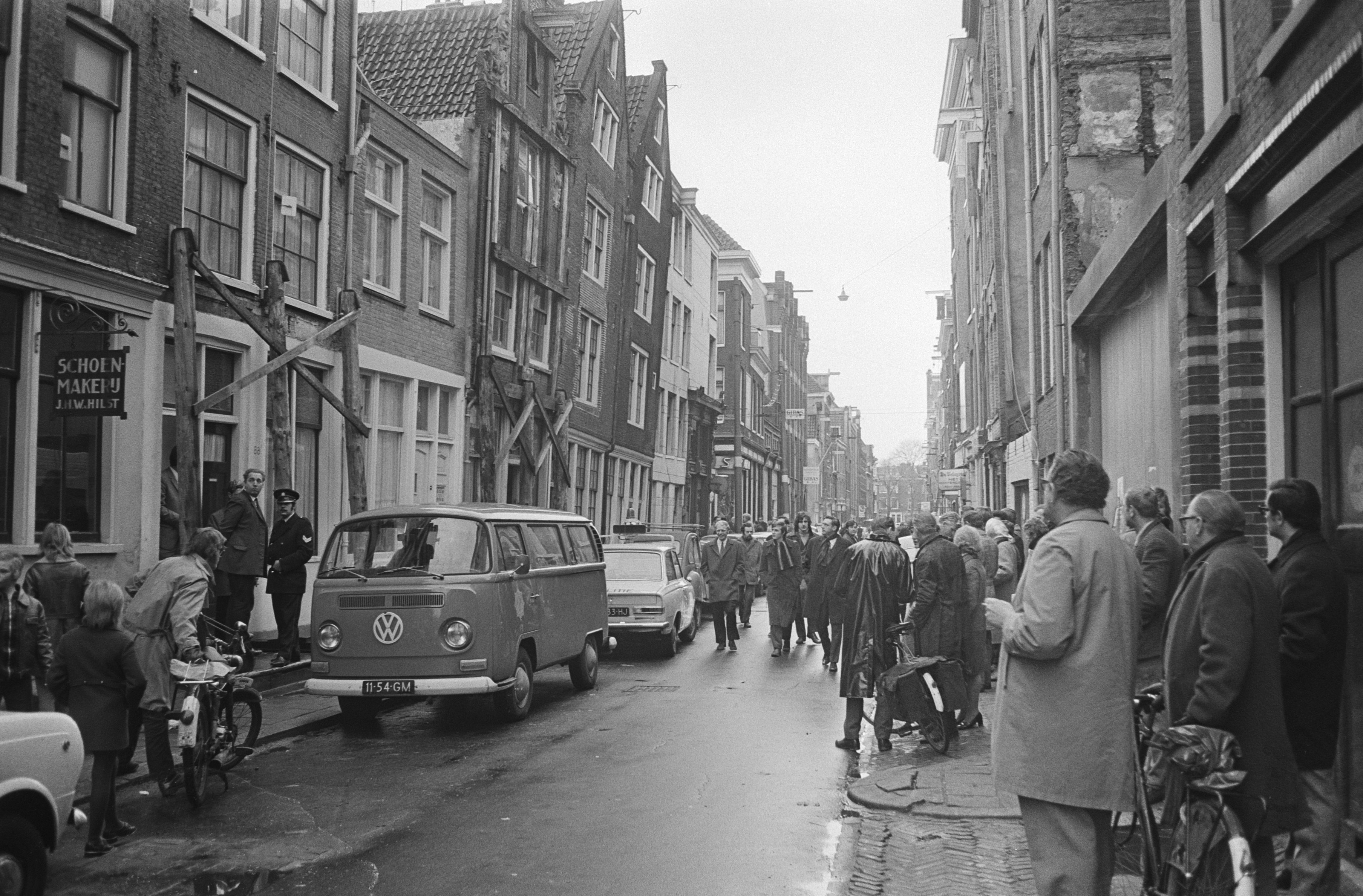
Utrechtsedwarsstraat 1971